# Petrus Gonesius

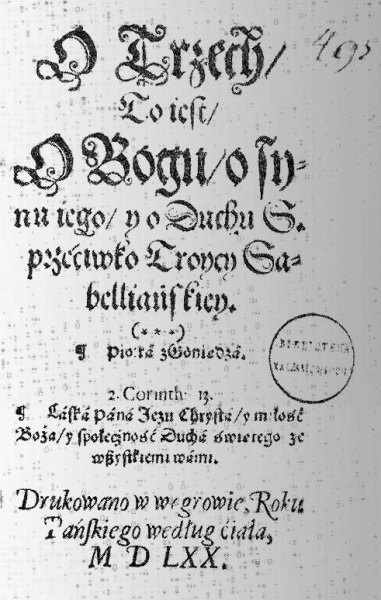
Streitschrift von Petrus Gonesius gegen die Dreieinigkeit

Petrus Gonesius (* 1525 in Goniądz; † 15. Oktober 1573 in Węgrów) war ein polnischer katholischer Theologe und Vertreter des Antitrinitarismus zur Zeit der Reformation.

## Leben
Aus einem bäuerlichen Umfeld stammend, studierte Gonesius an der Universität Krakau Theologie, wurde Mönch und 1546 katholischer Priester. Im Jahr 1551 wurde Gonesius vom Bischof von Vilnius zum weiteren Studium an die Universität Padua geschickt, an der Gonesius 1554 zum Doktor der Philosophie promovierte und anschließend im Fach Dialektik lehrte. In Padua traf Gonesius auch auf den piemontesischen Juristen Matteo Gribaldi, der ihn erstmals mit den antitrinitarischen Schriften Michel Servets bekannt machte. Unter Gribaldi übernahm Gonesius schließlich zunehmend reformatorische und antritrinitarische Positionen. Nachdem Gribaldi 1555 an die Universität Tübingen gewechselt hatte, begab sich Gonesius über Mähren zurück nach Polen-Litauen. In Mähren traf er dabei auf die aus der Täuferbewegung stammenden Hutterer und die von radikalen Hussiten und Waldensern gegründeten Mährischen Brüder, die seine weitere theologische Entwicklung ebenfalls stark beeinflussten. Vor allem der von den Hutterern vertretene Pazifismus fand bei Gonesius Anerkennung. Gonesius vertrat nun offen reformatorische und antitrinitarische Standpunkte. Zu jener Zeit war Polen bereits stark von der Reformation beeinflusst. In der Region Großpolen waren vor allem lutherische und böhmische Positionen verbreitet. In der Region Kleinpolen war die Reformation eher von Zwingli und Calvin geprägt. 
Auf der kleinpolnischen Synode von Secymin im Januar 1556, die unter anderem die von den böhmisch-mährischen Brüdern beeinflusste Confession Polonica beschloss, sprach sich Gonesius schließlich im Sinne Gribaldis für eine subordinatianische Christologie aus und erklärte die Trinität für unbiblisch. Obwohl die Synode den von Gonesius vertretenen Antitrinitarismus noch verwarf und ihn eine Folgesynode im April des gleichen Jahres in Pińczów als Häretiker exkommunizierte, konnte er in den folgenden Jahren eine Reihe Unterstützern um sich sammeln. Auch Teile des Klerus und Adels stellten sich an seine Seite. Unterstützung fand Gonesius vor allem bei dem polnisch-litauischen Magnaten Jan Kiszka. 1556 gab Gonesius auch seine Hauptschrift De filio Dei homine Christo Jesu heraus. Im Dezember 1558 nahm Gonesius an einer weiteren reformierten Synode in der damals noch zum Großfürstentum Litauen gehörenden Stadt Brest teil, auf der er neben antitrinitarischen auch täuferische Standpunkte vertrat. Gonesius steckte so den thematischen Rahmen ab, innerhalb dessen sich die theologischen Debatten in den folgenden Jahren innerhalb der reformatorischen Bewegung in Polen-Litauen bewegen sollten und schließlich 1564/65 in die Spaltung einer täuferisch-antitrinitarischen Eclesia reformata minor (auch Polnische Brüder genannt) und eine an der Trinität und Kindertaufe festhaltende Ecclesia reformata maior mündete. Petrus Gonesius wurde nun zusammen mit Marcin Czechowic einer der führenden Figuren der unitarischen Kirchen in Polen und Litauen. Petrus Gonesius starb schließlich am 15. Oktober 1573 während einer Pestepidemie.